# Pianale SEA

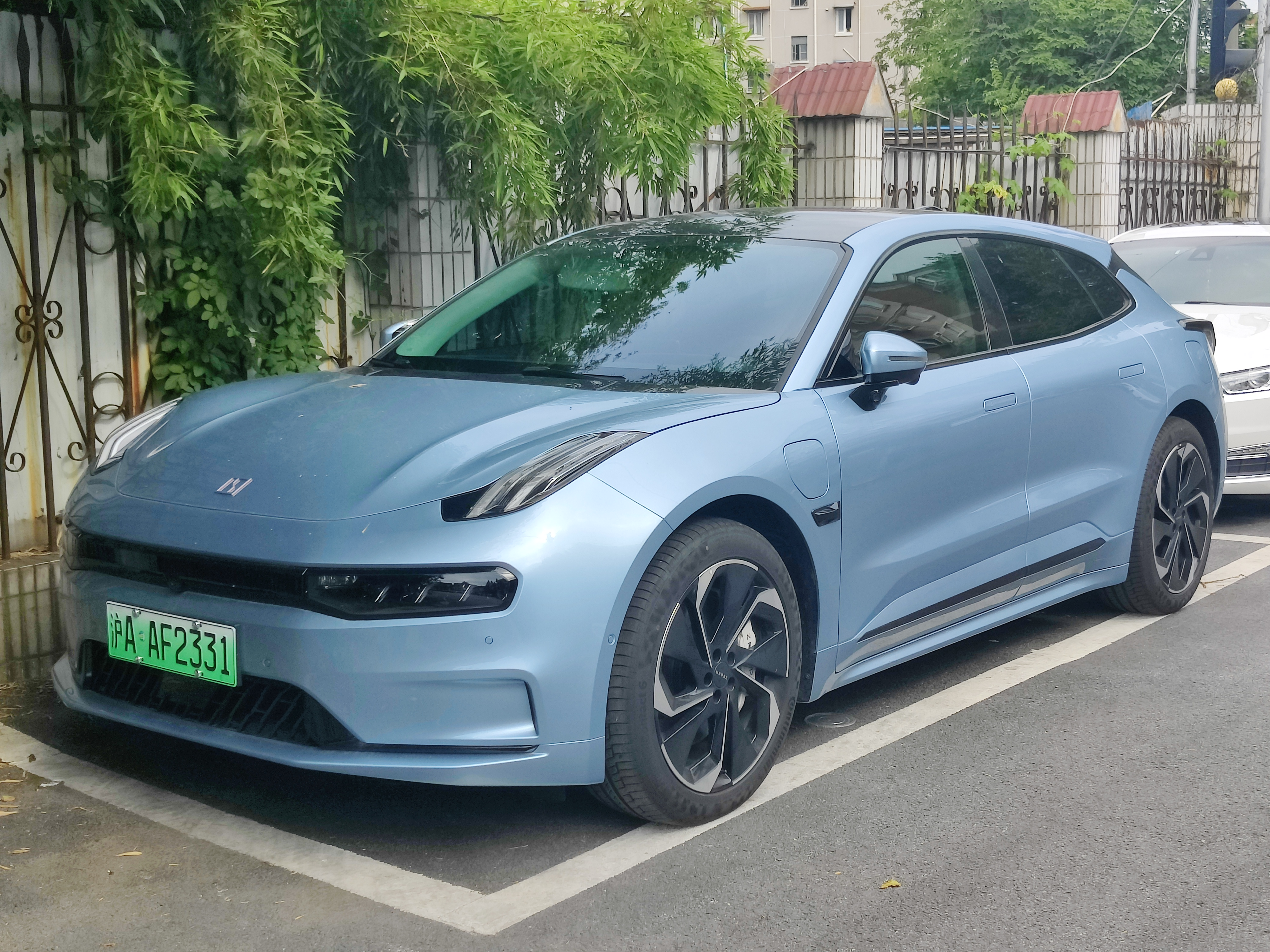
Zeekr 001 è stata la prima vettura ad adottare il pianale SEA

Il Sustainable Experience Architecture (SEA) è un pianale per automobili elettriche, progettato da Geely Holding.
Geely fa riferimento alla piattaforma SEA come "open source", il che significa che il produttore è aperto a fornire la piattaforma ad altre case automobilistiche. Geely Holding ha affermato di aver avviato discussioni preliminari con altri produttori sul potenziale utilizzo della piattaforma SEA.

## Panoramica
La piattaforma SEA è più un'architettura che unifica più piattaforme coprendo quasi tutti i tipi di veicoli. La piattaforma sarà composta da cinque diverse versioni principali che coprono una varietà di segmenti di mercato:
- SEA1 per i veicoli che coprono i segmenti da D (medio) a F (lusso)
- SEA2 per i veicoli che coprono i segmenti da B (compatto) a D (medio)
- SEA-E (Sea Entry) per i veicoli che coprono il segmento A ed economiche
- SEA-S (SEA Sport) per i veicoli che coprono il segmento sportivo
- SEA-C (SEA Commerciale) per i veicoli che coprono il segmento dei veicoli commerciali tra 3,5 e 5,5 tonnellate, inclusi autocarri, furgoni e autobus.

Ogni piattaforma principale sarà inoltre disponibile in diverse varianti come trazione anteriore, posteriore e integrale, nonché configurazioni a motore singolo, doppio e triplo. Le prestazioni dovrebbero essere competitive, con supporto per entrambe le architetture da 400 V e 800 V, ricarica rapida e tempi di accelerazione 0-60 di appena tre secondi.
Il predecessore della piattaforma SEA è la piattaforma PMA per veicoli elettrici puri di Geely. Secondo il progetto di Geely per l'architettura SEA, la piattaforma PMA è stata divisa in due varianti nella fase successiva con la PMA1, ora ribattezzata SEA1, utilizzata in veicoli di medie e grandi dimensioni come la Zeekr 001, e la PMA2, ora ribattezzata SEA2, utilizzata in veicoli piccoli e compatti come Smart #1.
Il primo modello basato sull'architettura SEA è la Zeekr 001 (svelata il 23 settembre 2019 come Lynk & Co Zero Concept) ed è stato lanciata nel 2021.
Il 5 settembre 2021, Geely e Mercedes-Benz Group hanno annunciato la Smart Concept #1 basata su SEA e prevista per il 2022.
Jidu Auto, una joint venture tra Geely e Baidu, intende utilizzare SEA per un portafoglio completo di veicoli in diversi segmenti, a partire dal 2022.

## Modelli

### SEA1
- Jidu Robo-01 (2022)
- Polestar 4 (2023)
- Polestar 5 (2024)
- Volvo EM90 (2024)
- Zeekr 001 (2021)
- Zeekr 009 (2022)[8]

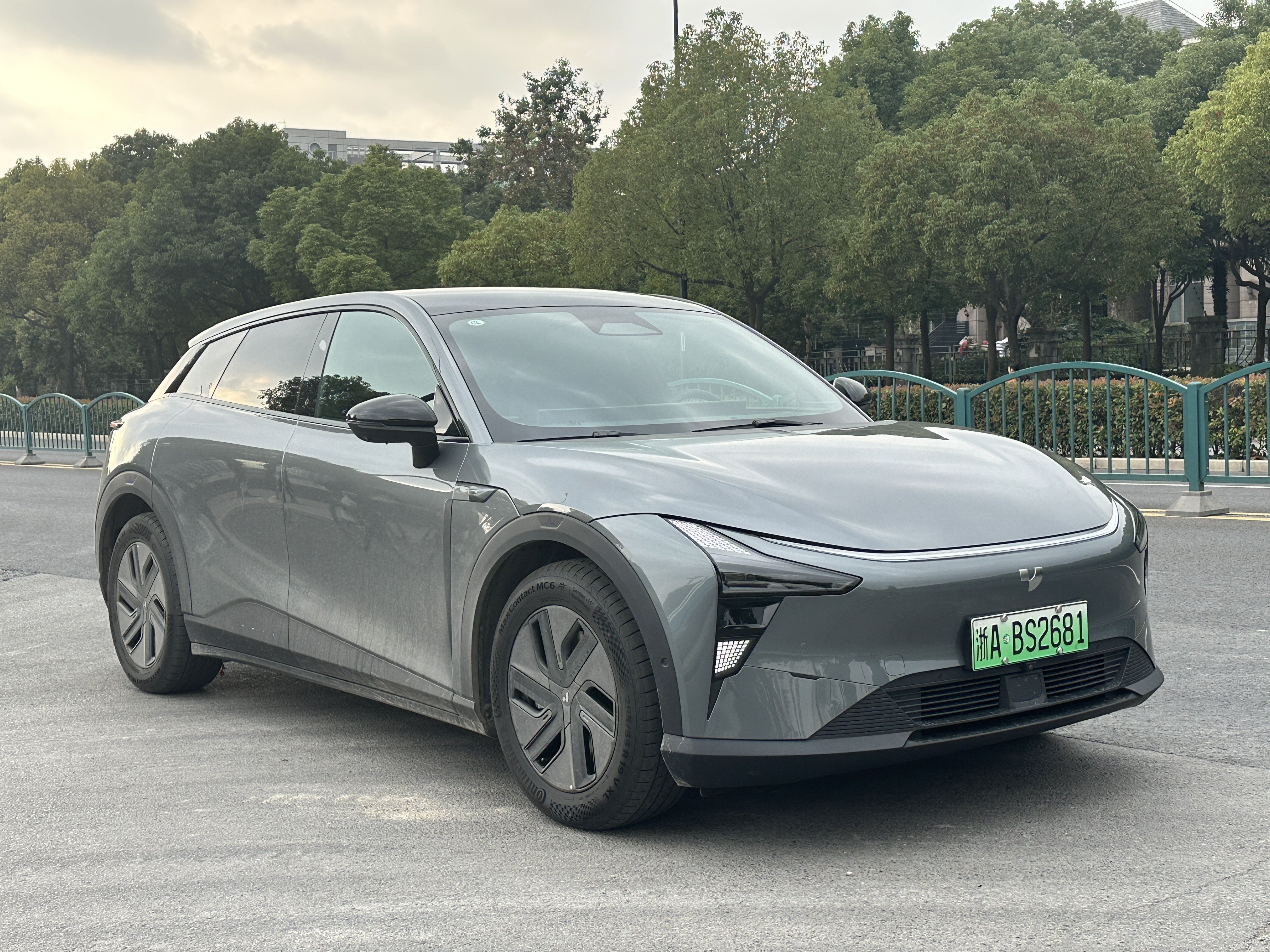
Ji Yue 01
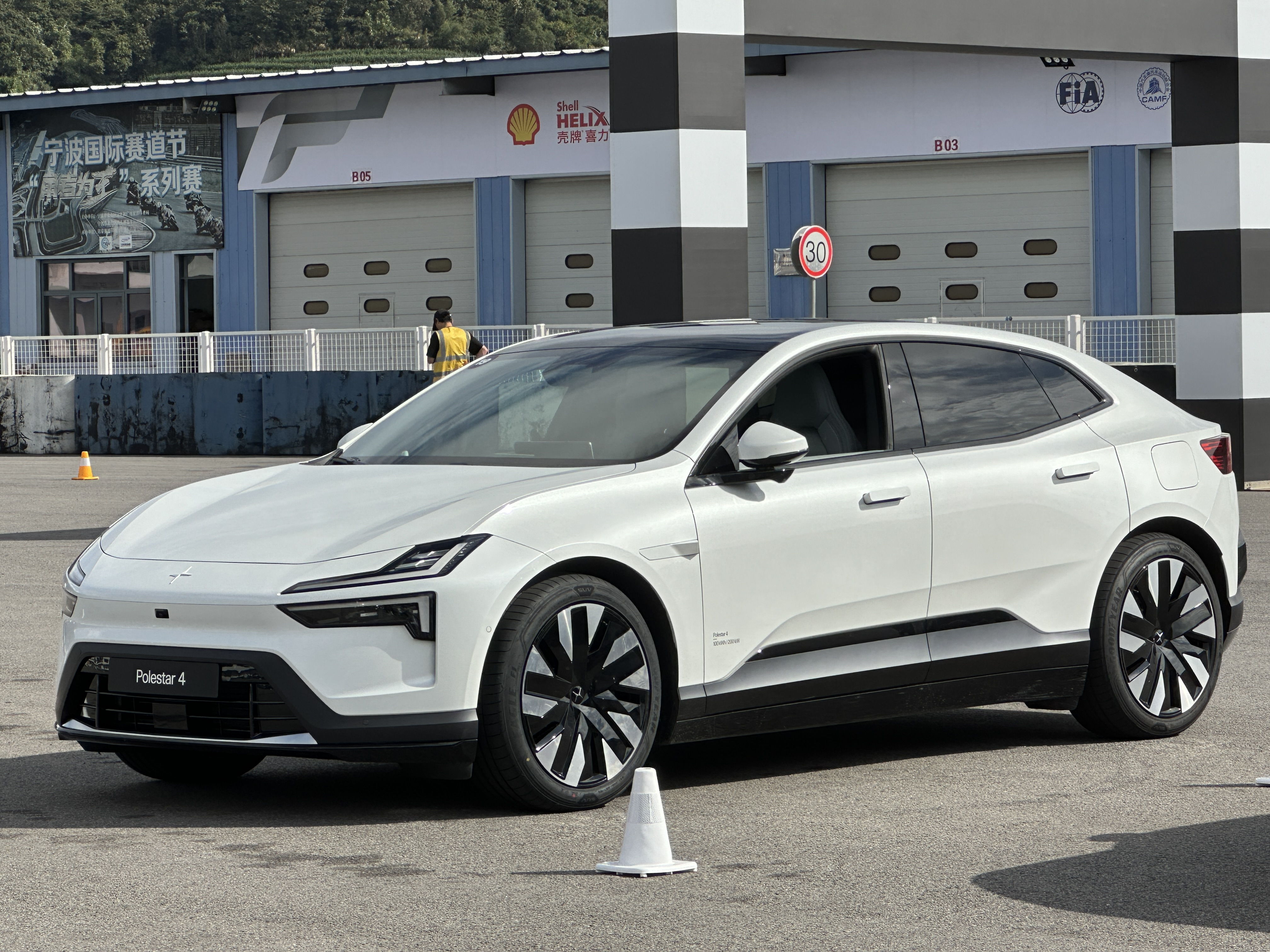
Polestar 4
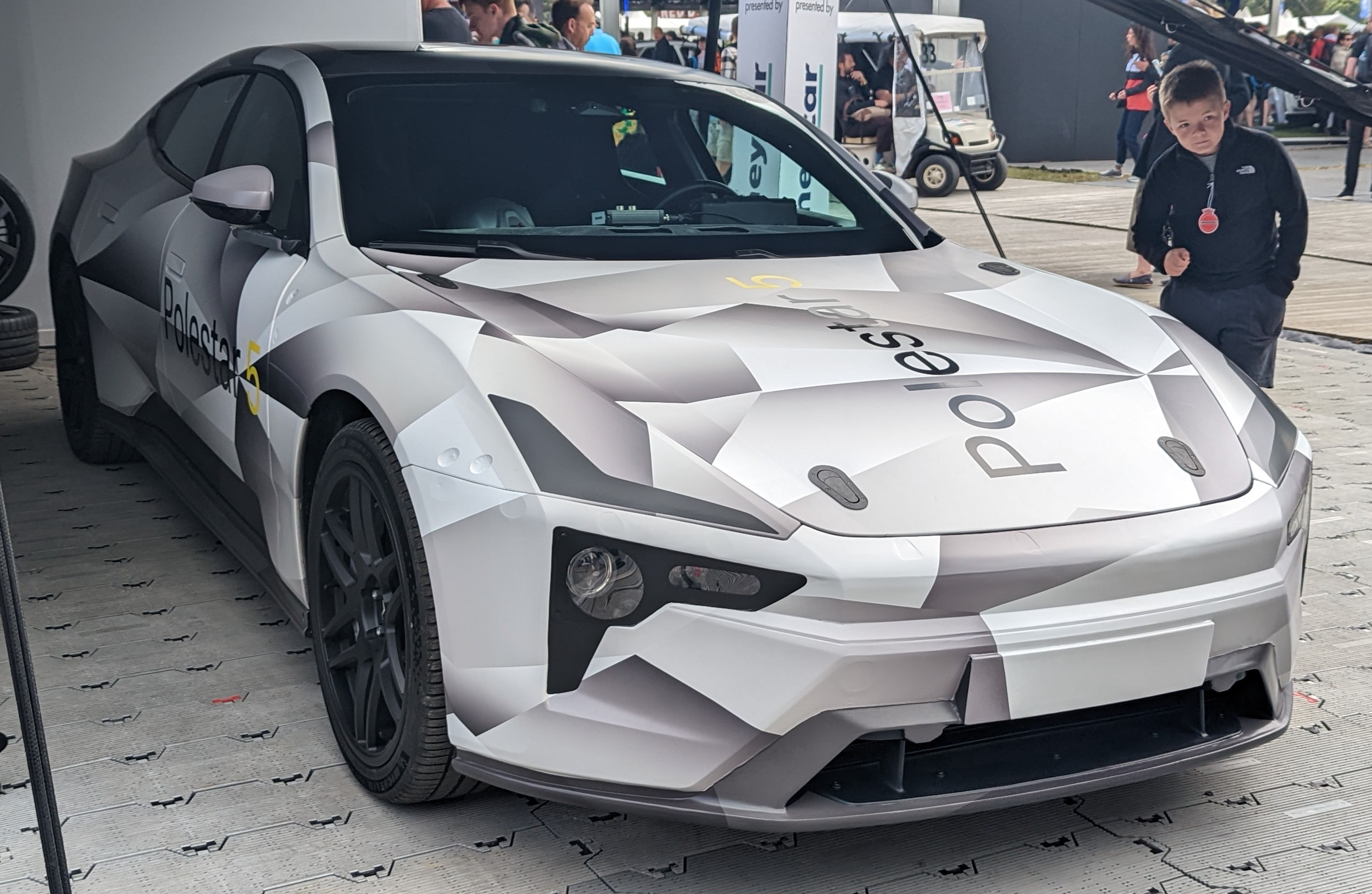
Polestar 5
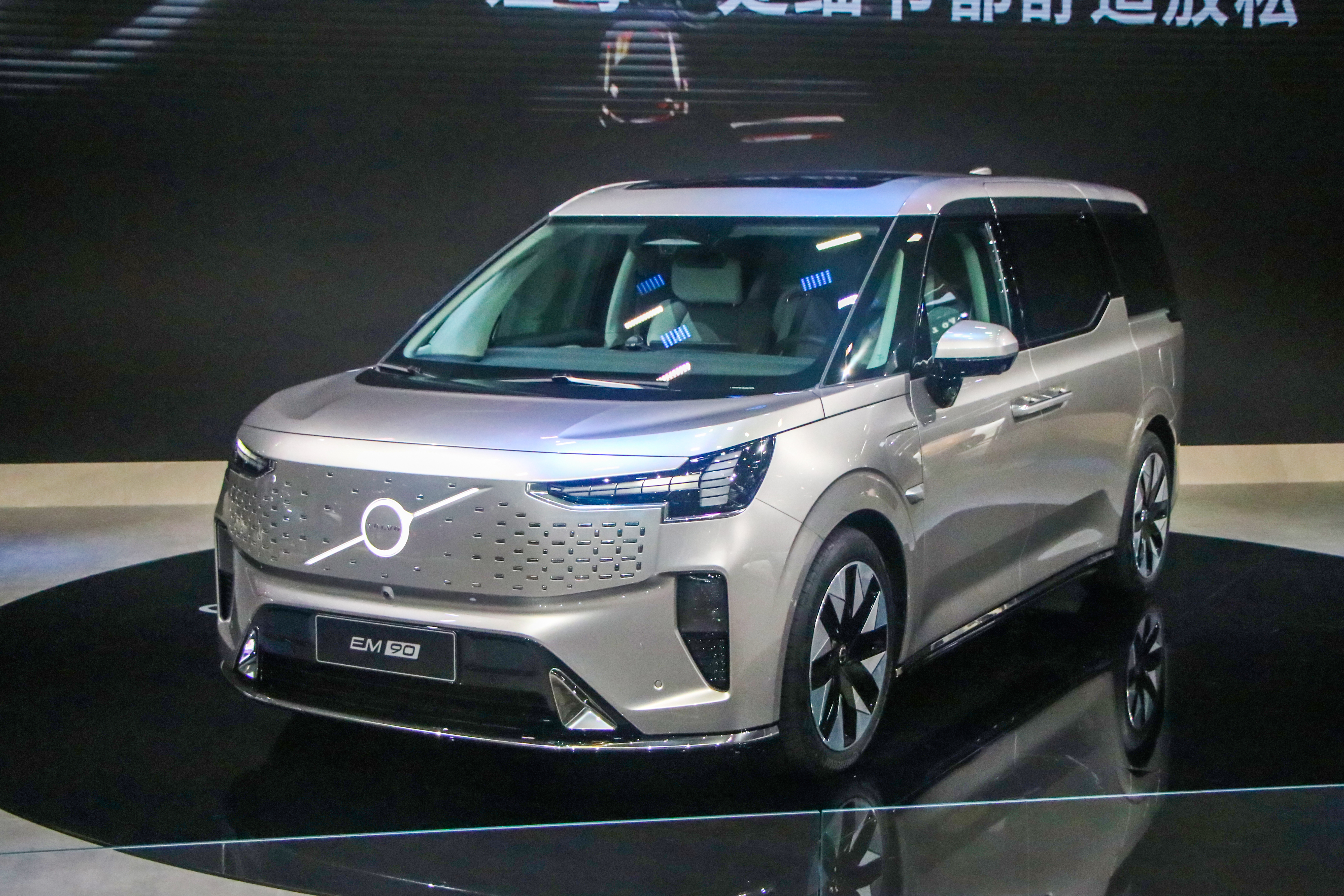
Volvo EM90
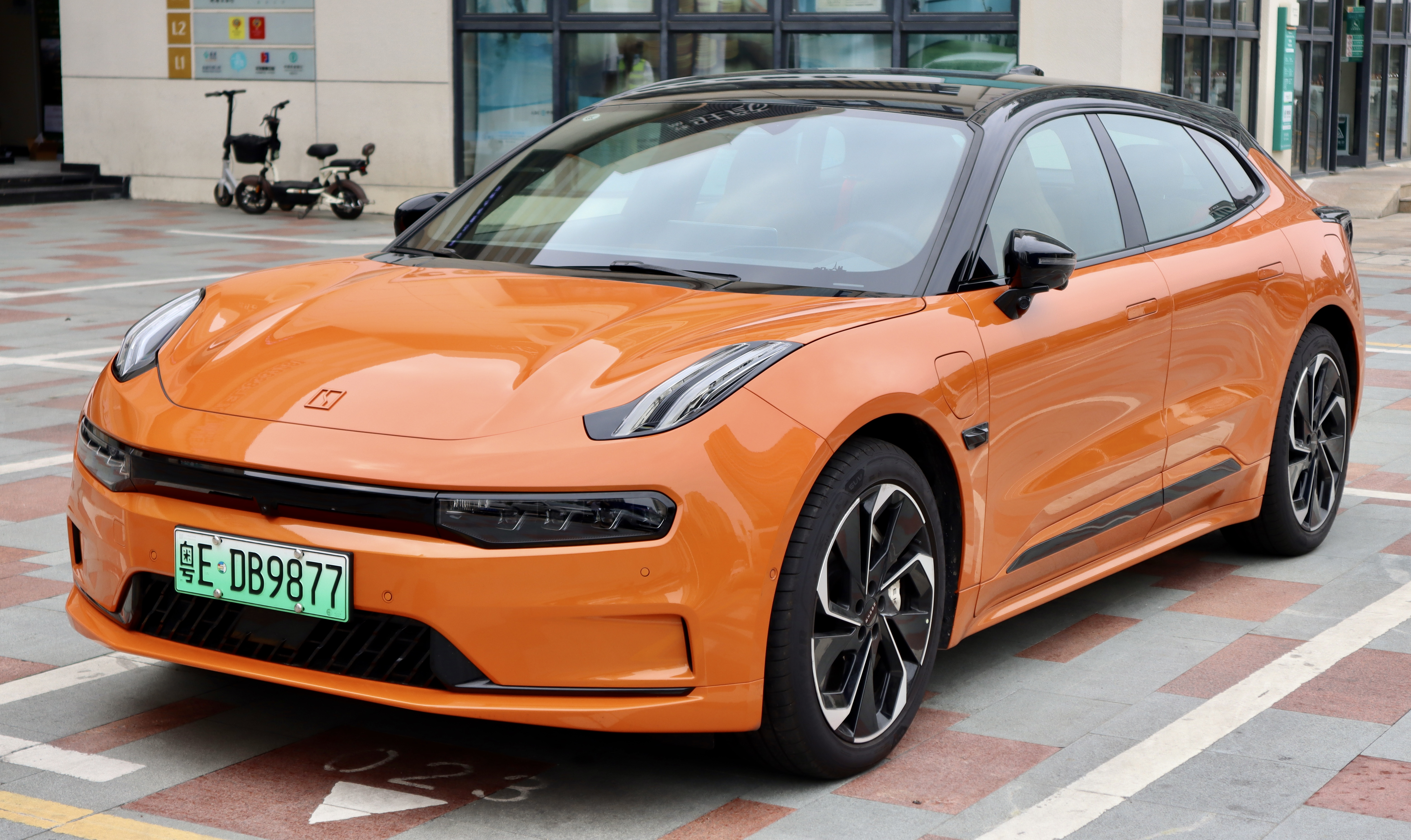
Zeekr 001
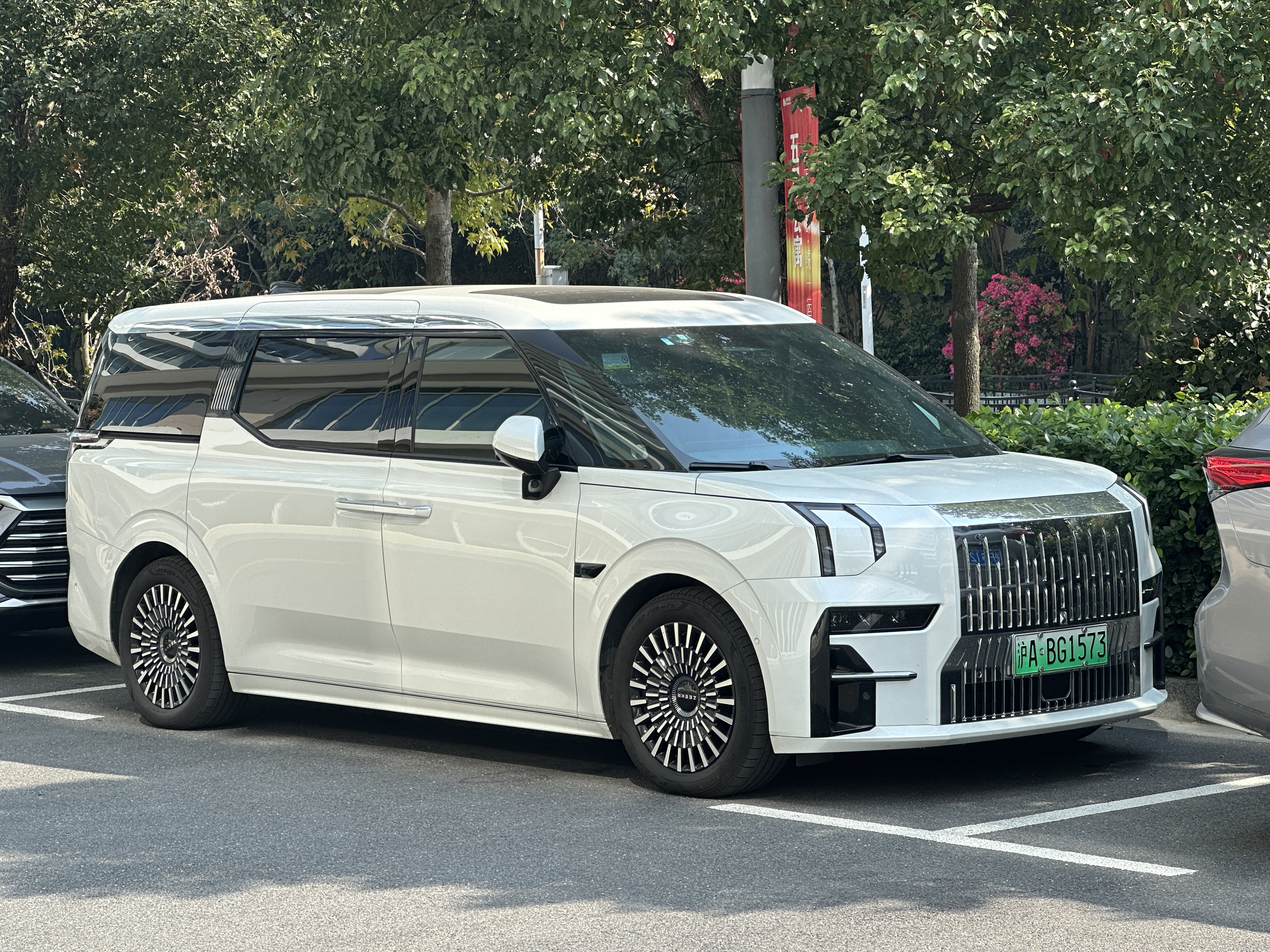
Zeekr 009

### PMA2+

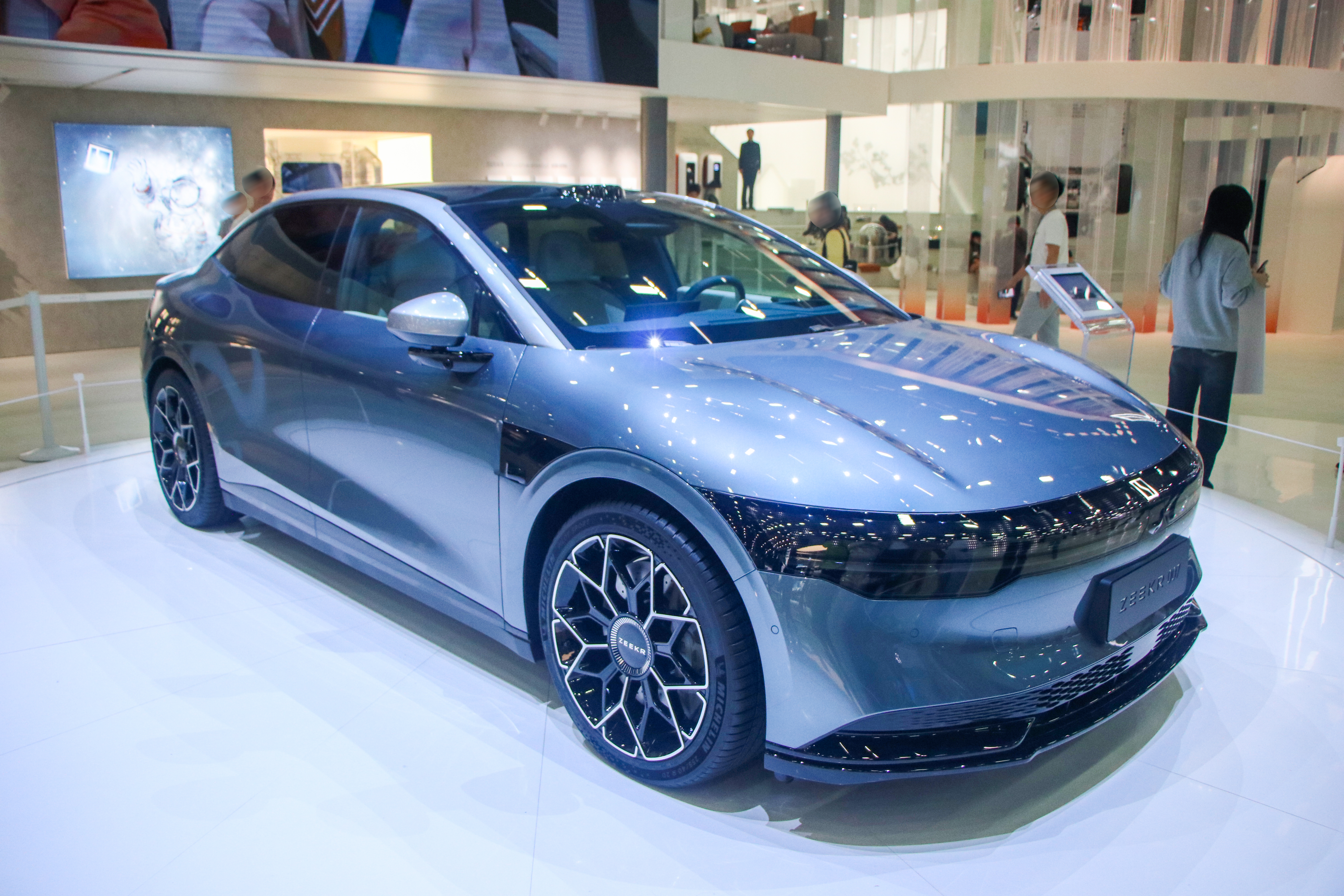
Zeekr 007 (2023)  - Zeekr 007

### SEA-E
- Smart #1 (2022)
- Smart #3 (2023)
- Volvo EX30 (2023)
- Zeekr X (2023)

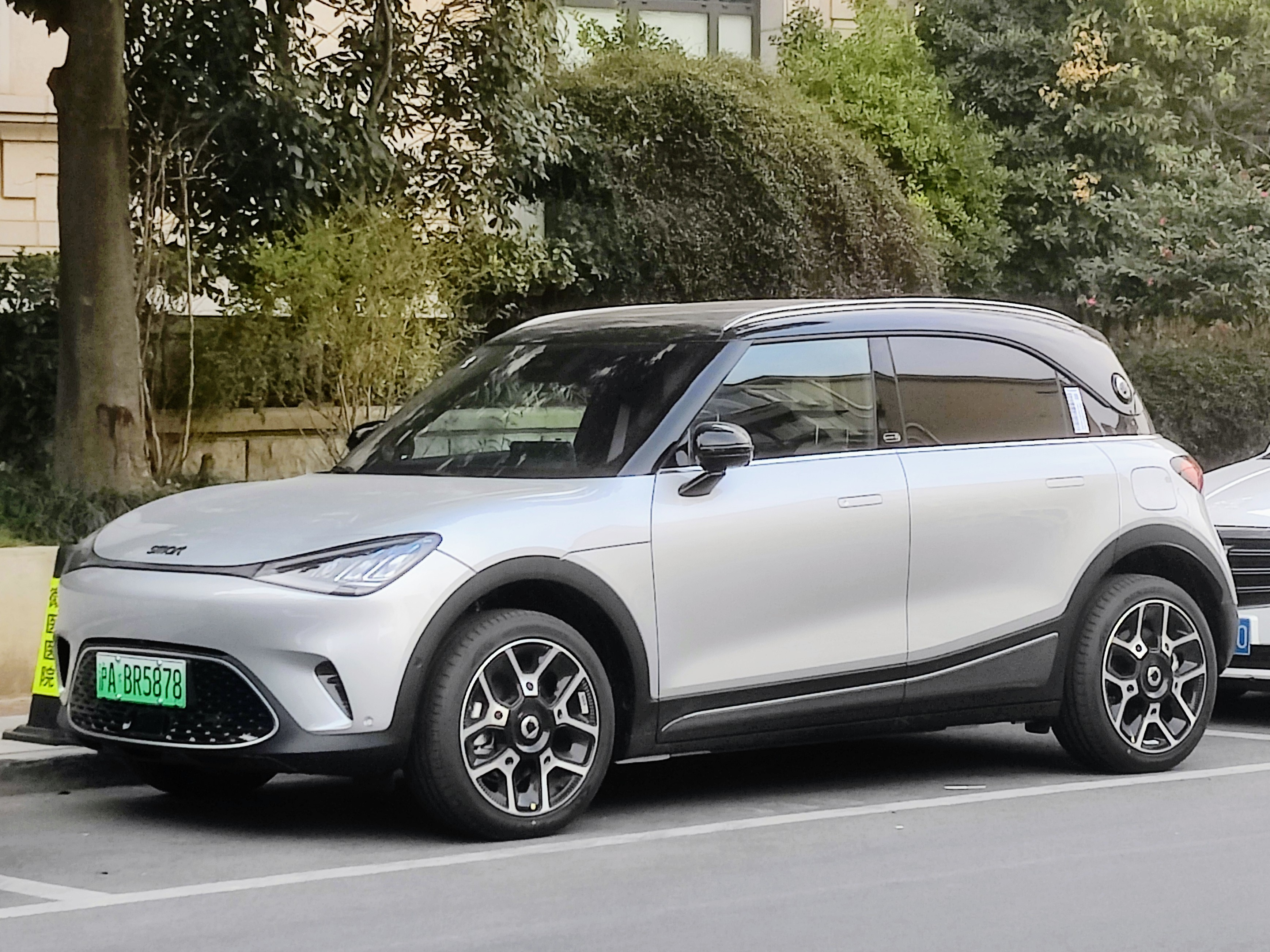
Smart #1
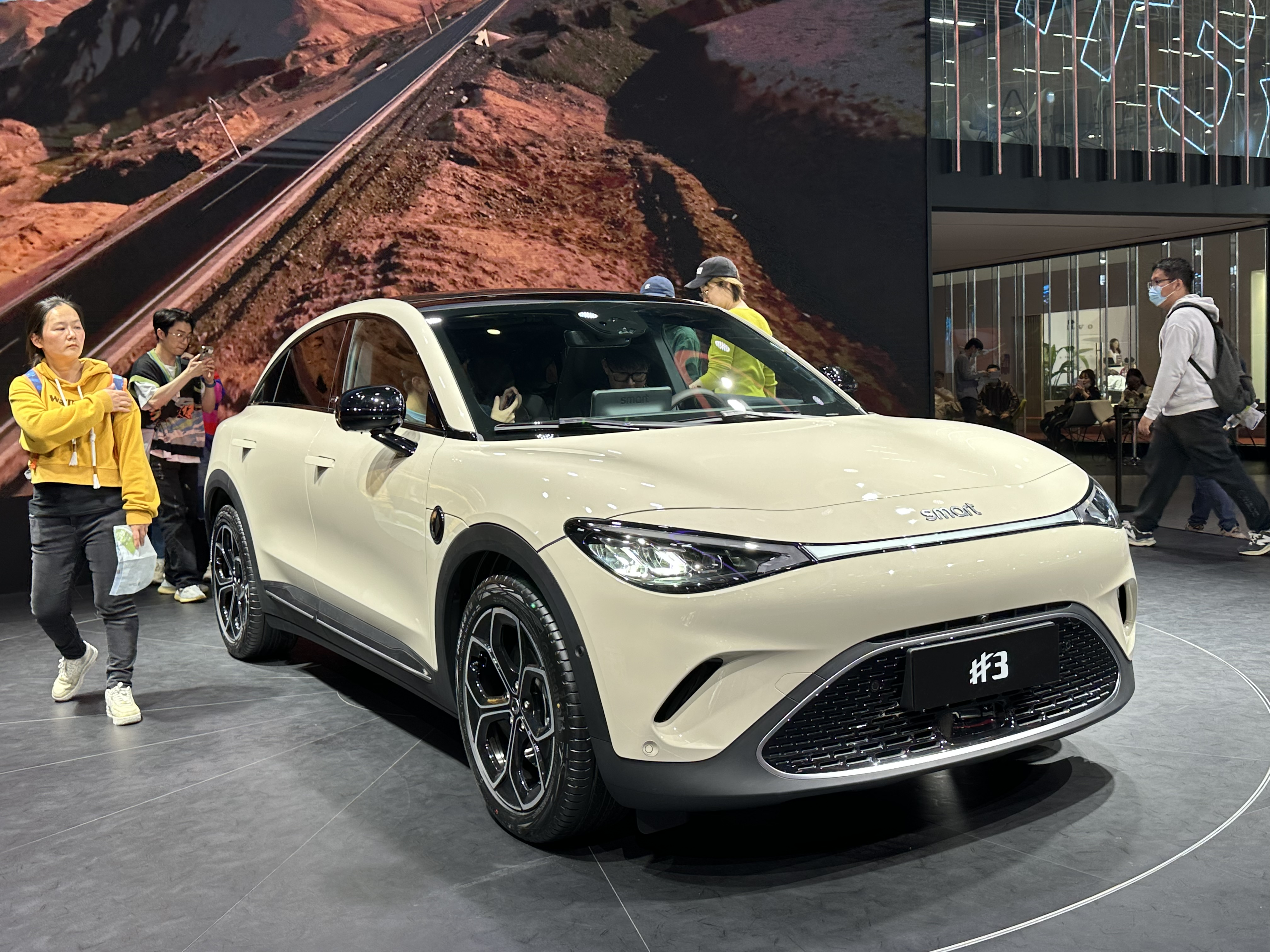
Smart #3
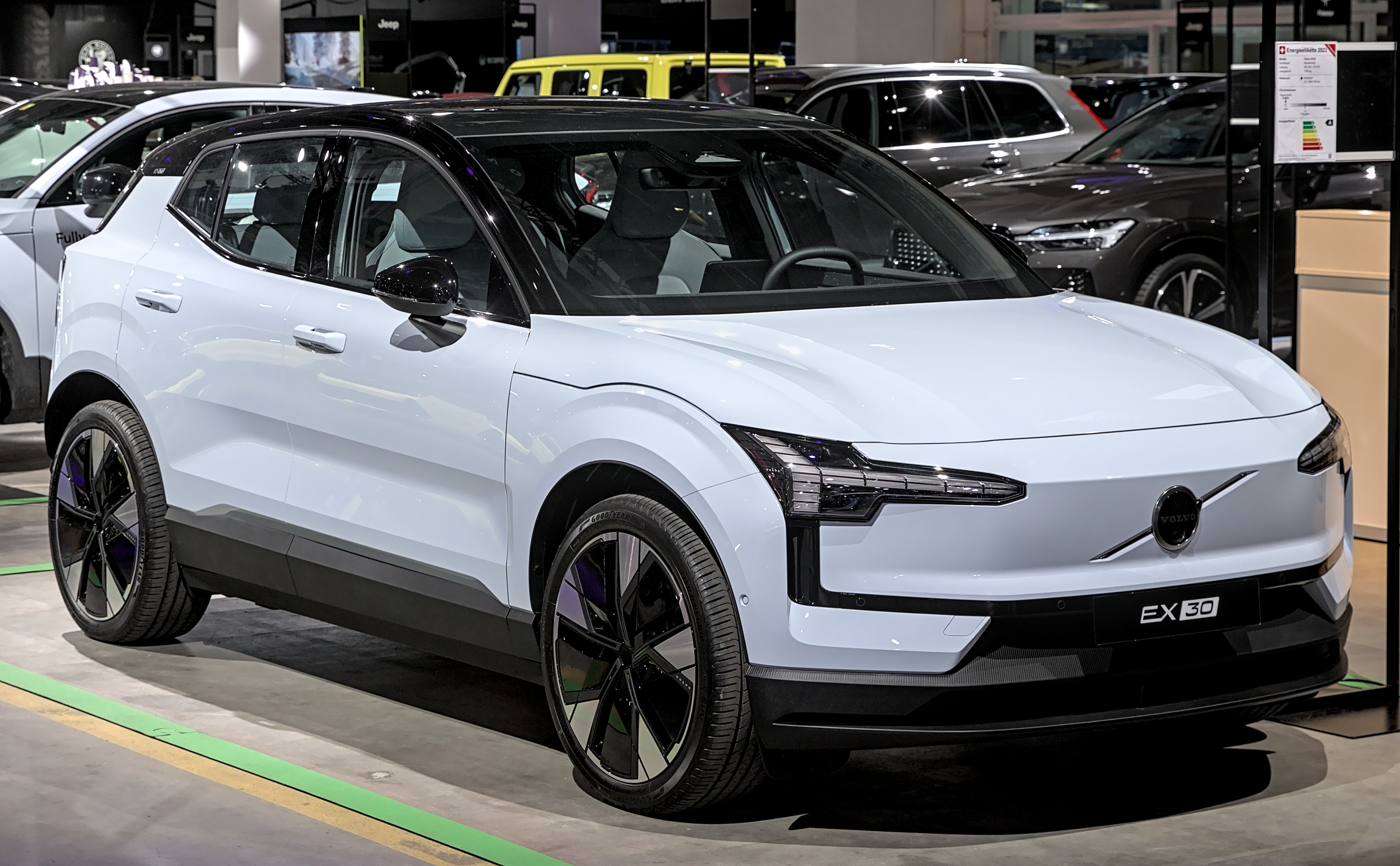
Volvo EX30
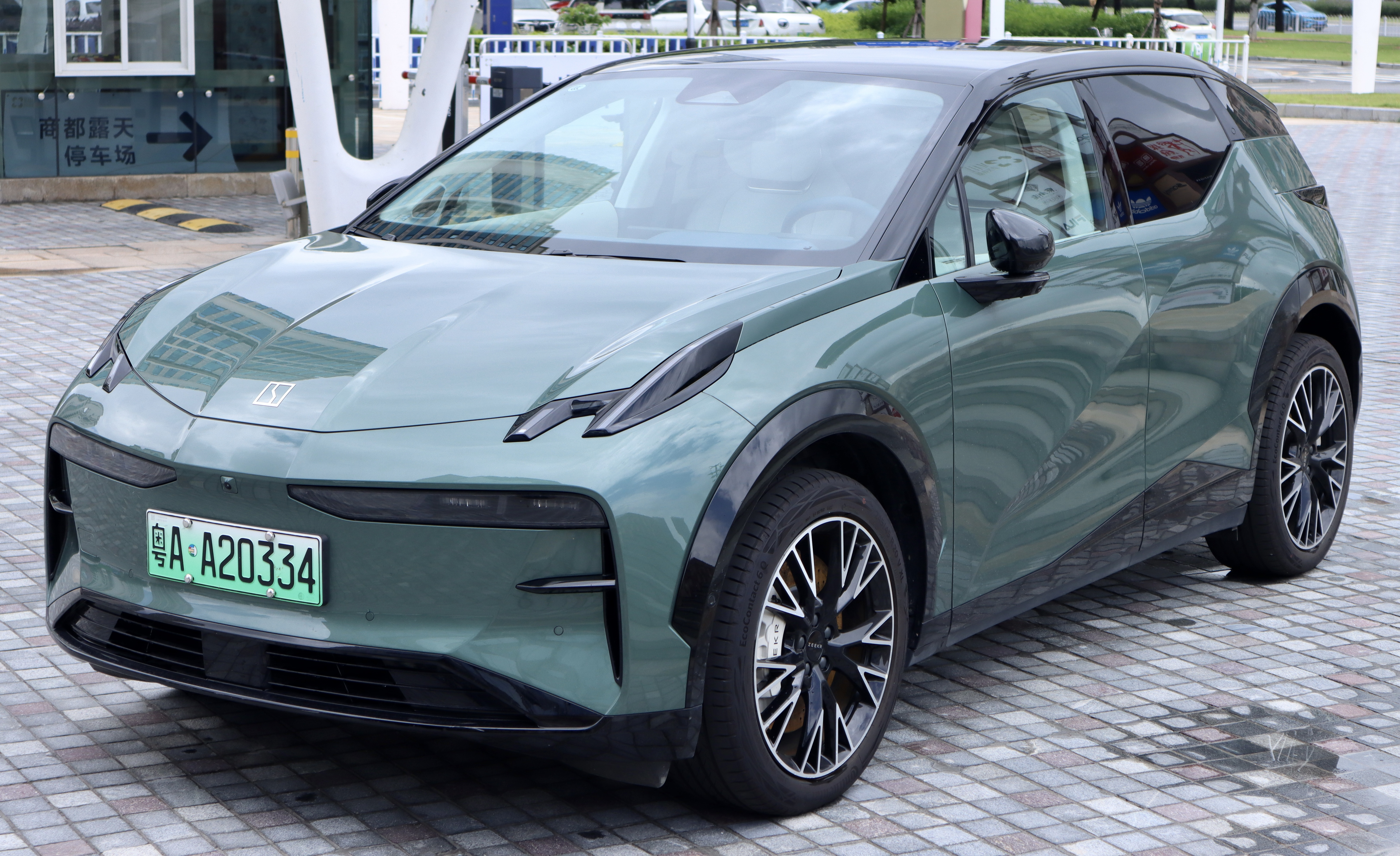
Zeekr X

### EPA
- Lotus Eletre (2022)
- Lotus Emeya (2024)

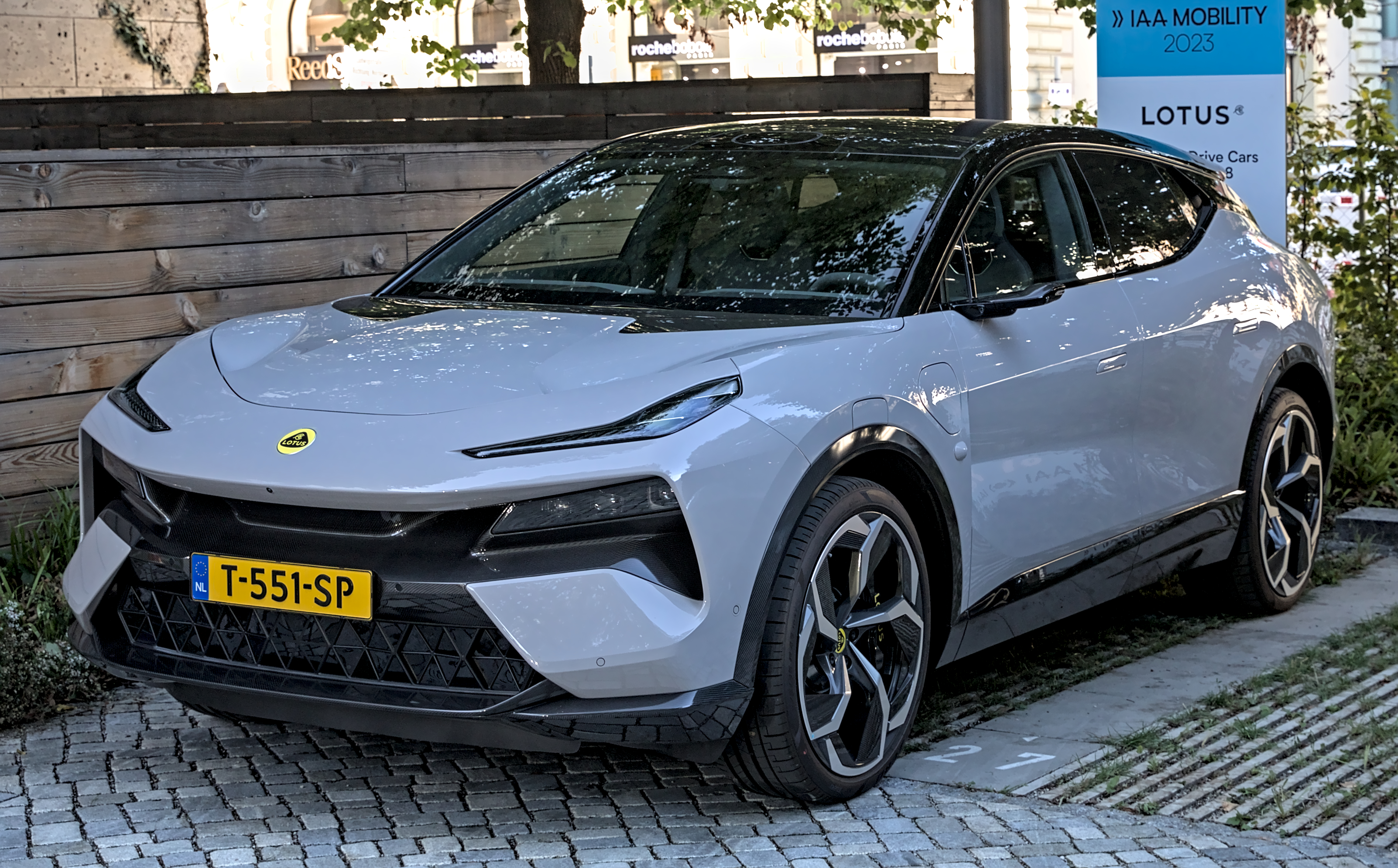
Lotus Eletre
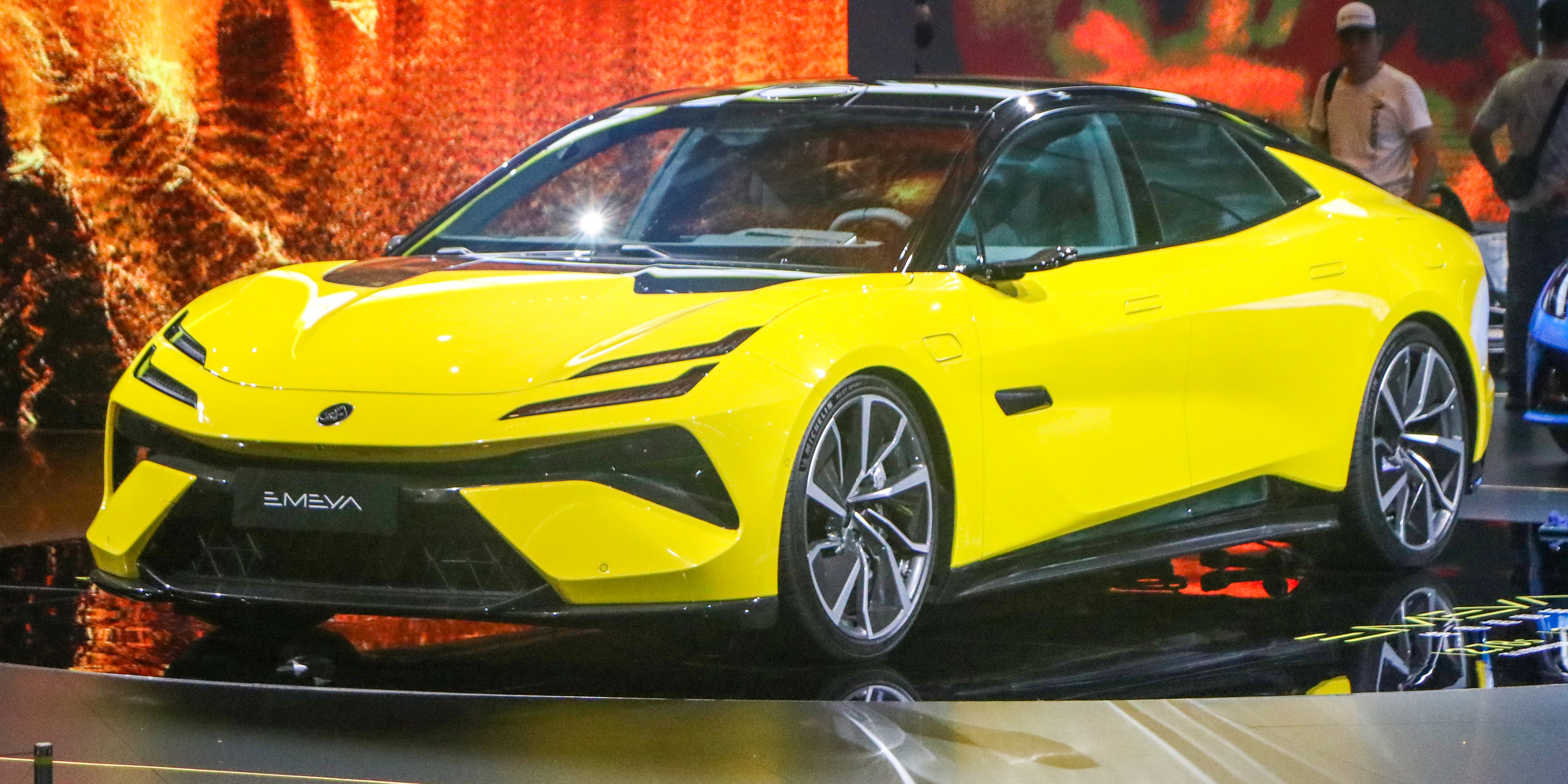
Lotus Emeya

### SEA-C

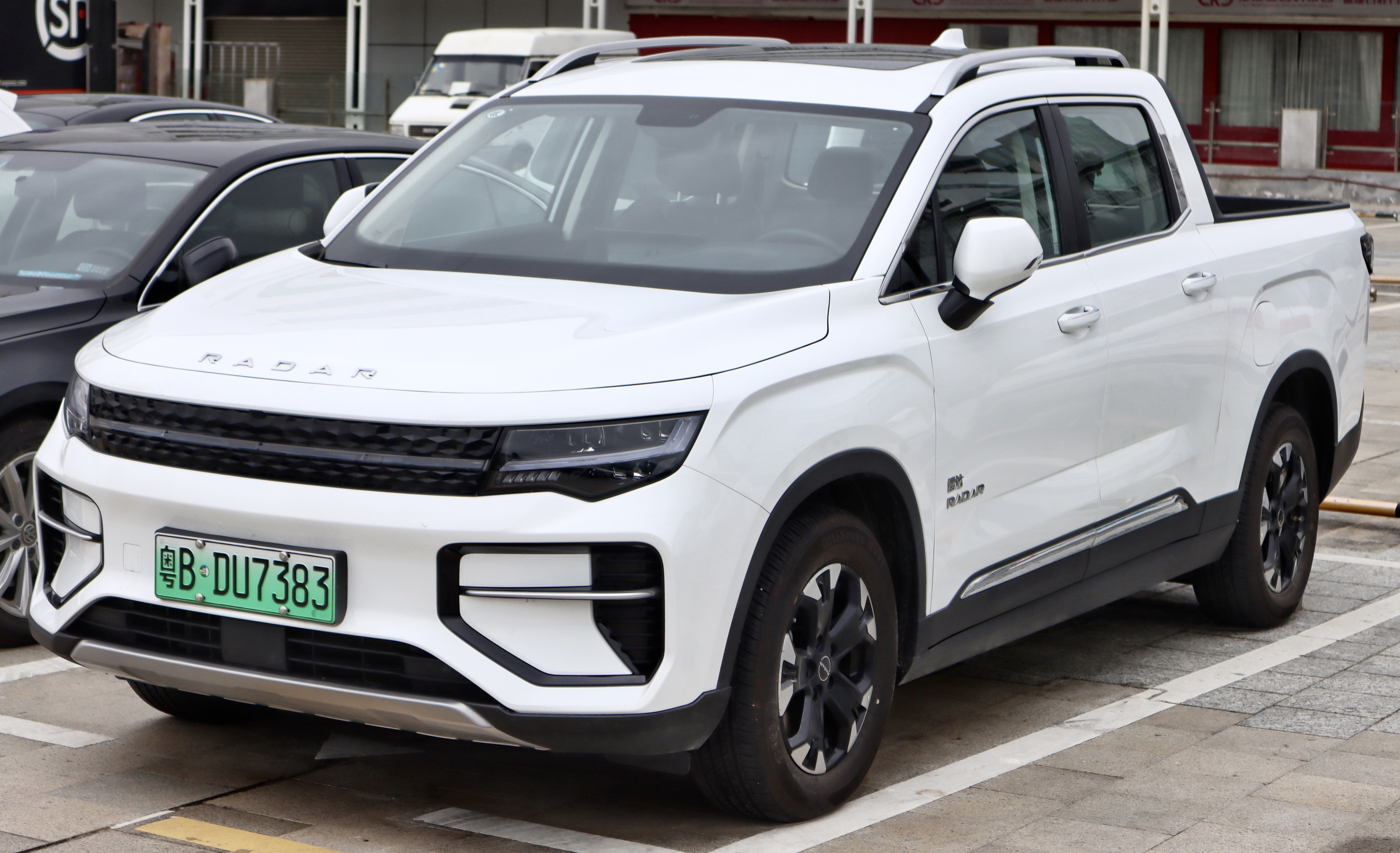
Radar RD6 (2022)  - Radar RD6